# Los Angeles Chargers
Die Los Angeles Chargers sind ein American-Football-Team der US-amerikanischen National Football League (NFL) aus Los Angeles, Kalifornien. Sie spielen in der Western Division der American Football Conference (AFC).
Die Chargers entstanden im Jahr 1959 und sind ein Gründungsmitglied der American Football League (AFL). Das Team spielte seine erste Saison in Los Angeles, Kalifornien. Ein Jahr später zog die Mannschaft nach San Diego um. Seit der Saison 2017 spielt das Franchise wieder in Los Angeles.
Im Jahr 1963 gewann die Mannschaft erstmals die American Football League. Zudem konnten die Chargers fünfmal die AFL-Play-offs erreichen und wurden dabei viermal Meister ihrer Division, bevor das Team im Rahmen der Fusion der American Football League und der National Football League in die NFL wechselte. Bis zur Saison 2019 erreichte die Mannschaft vierzehnmal die Play-offs und spielte vier Mal im AFC Championship Game. 1994 spielten die Chargers gegen die San Francisco 49ers um den Super Bowl XXIX und verloren das Spiel mit 49 zu 26.
Acht Spieler und ein Trainer schafften es in die Pro Football Hall of Fame: Wide Receiver Lance Alworth (1962–1970), Defensive End Fred Dean (1975–1981), Quarterback Dan Fouts (1973–1987), Wide Receiver Charlie Joiner (1976–1986), Offensive Lineman Ron Mix (1960–1969), Linebacker Junior Seau (1990–2002), Runningback LaDainian Tomlinson (2001–2010), Tight End Kellen Winslow (1979–1987) und Head Coach Sid Gillman (1960–1969, 1971).

## Geschichte

### 1959–1969: Gründung und Anfänge in der AFL
Die San Diego Chargers wurden im Jahr 1959 als eines von sieben weiteren Teams gegründet. Ein Jahr später konstituierte sich die American Football League (AFL), bei deren Entstehung die Chargers involviert waren. Der erste Besitzer der Chargers war Barron Hilton, Sohn von Conrad Hilton, dem Gründer der Hilton Hotels.
1960 schrieb Barron Hilton einen Wettbewerb zur Namensfindung aus, als erster Preis wurde eine Reise nach Mexiko ausgelobt. Zeitzeugen zufolge war Hilton von der Namensidee  Gerald Courtneys, nämlich Chargers, so angetan, dass er sich nicht mehr mit weiteren Vorschlägen beschäftigte. „Charge“ war gleichzeitig der Schlachtruf der Anhänger des NCAA-College-Football-Teams der University of Southern California, den Los Angeles Trojans. Nachdem die Chargers ihre erste Saison im Jahr 1960 in Los Angeles absolvierten, zog das Team nach San Diego um. Zwischen 1961 und 1966 trug das Team seine Heimspiele im Balboa Stadium im Balboa Park aus, ehe die Mannschaft in das Qualcomm Stadium umzog. Die ersten Jahre der Chargers wurden hauptsächlich von Wide Receiver Lance Alworth, welcher in seiner elfjährigen Profi-Karriere 543 Passfänge (Receptions) und 10.266 Yards erreichte, geprägt. Er erreichte in 96 Spielen hintereinander mindestens eine Reception, was einen langjährigen Rekord im Profi-Football darstellte.
Zwischen der Gründung der AFL 1960 und der Fusion mit der NFL zehn Jahre später war Sid Gillman, der zu seinen Zeiten als Wegbereiter des modernen offensiven Spiels galt, als Head Coach der Chargers aktiv. Gillman wurde später in die Pro Football Hall of Fame aufgenommen. Mit Spielern wie Paul Lowe, Keith Lincoln, John Hadl und eben Alworth gewannen die San Diego Chargers fünfmal ihre Division in den ersten sechs Jahren, darunter sogar den AFL-Titel 1963 durch einen 50:10-Erfolg gegen die Boston Patriots. Im August 1966 verkaufte Hilton die Chargers an ein Unternehmen, das von Eugene V. Klein und Sam Schulman geleitet wurde. Im folgenden Jahr begannen die Spiele mit einer Niederlage in der Preseason gegen die Detroit Lions. Am 29. September 1969 besiegte das Team den Super-Bowl-III-Gewinner New York Jets vor einer Rekordkulisse von 54.042 Zuschauern mit 34:27. Im gleichen Jahr musste Gillman krankheitsbedingt seinen Platz als Head Coach der Chargers zugunsten von Charlie Waller räumen. Waller war bis dahin Trainer der Offense. Gillman kehrte später als General Manager zurück.

### 1970–1978: Erste Jahre nach der Fusion
Im Zuge der Fusion der beiden American-Football-Ligen, der American Football League (AFL) und der National Football League (NFL), wurden die San Diego Chargers der Division „AFC West“ zugeordnet. Danach kamen schwere Zeiten auf das Team zu: Gillman, welcher als General Manager zu den Chargers zurückgekehrt war, trat 1971 zurück und ebenso etliche Spieler, welche das Spiel der Mannschaft in den 1960er Jahren geprägt hatten; andere waren zwischenzeitlich getauscht worden. Auch die Verpflichtung von gestandenen Profis wie Deacon Jones oder Johnny Unitas konnten den freien Fall des Teams nicht abwenden, zumal diese Spieler ihren Zenit bereits überschritten hatten. Zwischen 1970 und 1978 belegte das Team entweder den dritten oder den letzten Platz ihrer Division.
Die Saison 1978 wurde von einem Skandalspiel zwischen den Oakland Raiders und den Chargers, welches die Fans der Mannschaft als „Holy Roller“ bezeichnen, geprägt. Am 10. September 1978 traten die Chargers bei den Raiders im Jack Murphy Stadium an. Zehn Sekunden vor Spielende stand es 20:14 für die Chargers, als der Quarterback der Raiders, Ken Stabler, der von einem Sack durch den Linebacker Woodrow Love bedroht war, den Ball durch einen Fumble in Richtung der Endzone der Chargers beförderte. Der Runningback der Raiders, Pete Banaszak, konnte den Ball nicht unter Kontrolle bringen und brachte ihn näher an die Endzone. Auch Tight End Dave Casper konnte den Ball nicht erwischen, sodass er diesen in die Endzone kickte und erst dort für einen Touchdown sicherte. Nach dem Extrapunkt durch Errol Man gewannen die Raiders das Spiel mit 21:20. Durch dieses Spiel wurde später die Regel eingeführt, dass der einzige Spieler der Offense, der einen Fumble nach vorne tragen darf, der Spieler ist, der ihn ursprünglich verlor.

### 1979–1988: Fouts-Ära und „Air Coryell“

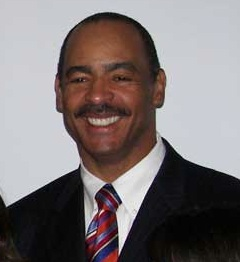
Kellen Winslow im Jahr 2008.

Ein Wendepunkt für die Chargers stellte die Saison 1979 dar. Quarterback Dan Fouts stellte mit 300 Yards Raumgewinn im Passspiel in vier aufeinanderfolgenden Spielen einen zwischenzeitlichen NFL-Rekord auf. Zu dieser Zeit war Don Coryell Head Coach der Chargers. „Air Coryell“ wurde seine Offense genannt, die von Dan Fouts, Tight End Kellen Winslow und den beiden Wide Receivern John Jefferson und Charlie Joiner getragen wurde.
Durch einen 35:0-Erfolg im Spiel gegen die New Orleans Saints konnten die Chargers erstmals seit 14 Jahren die Play-offs erreichen. Am 17. Dezember 1979 gewann die Mannschaft mit 17:7 gegen die Denver Broncos und wurde damit zum ersten Mal seit der Fusion der beiden Ligen AFL und NFL Meister der AFC West. In der ersten Runde der Play-offs schieden die Chargers mit 14:17 gegen die Houston Oilers aus. In der Halbzeit des Pro Bowls wurde Ron Mix als zweiter Profi des Teams mit einem Platz in der Pro Football Hall of Fame ausgezeichnet.
1980 verpflichteten die San Diego Chargers Runningback Chuck Muncie von den New Orleans Saints. Fouts stellte beim 44:7-Erfolg gegen die New York Giants mit 444 geworfenen Yards einen internen Clubrekord auf. Durch einen 26:17-Sieg gegen die Pittsburgh Steelers konnte das Team seinen zweiten Division-Titel in Folge, mit einer Bilanz von elf Siegen und fünf Niederlagen, erringen. In den Play-offs wurden die Buffalo Bills geschlagen, allerdings verlor das Team danach das AFC Championship Game gegen den späteren Super-Bowl-Sieger Oakland Raiders.
1981 schafften die Chargers ihren dritten Division-Titel in Folge mit einer Bilanz von zehn Siegen und sechs verlorenen Spielen. John Jefferson wurde vor Beginn der Saison zu den Green Bay Packers getauscht und durch Wes Chandler ersetzt. Defensive End Fred Dean wurde aufgrund von vertragsinternen Konflikten an die San Francisco 49ers abgegeben. Der Abgang Deans war es schließlich, der die Super-Bowl-Ambitionen der Chargers platzen ließ. Das Play-off-Spiel gegen die Miami Dolphins ging mit einem Endstand von 41:38 zugunsten der Chargers als Spiel mit den meisten erzielten Punkten in den Play-offs als „The Epic in Miami“ in die NFL-Geschichte ein. Das AFC Championship Game verloren die Chargers gegen den späteren Super-Bowl-Verlierer Cincinnati Bengals mit 7:27. Das Spiel fand bei einer Außentemperatur von 9 Grad Celsius unter Null statt und ging als „Freezer Bowl“ in die NFL-Geschichte ein. Das Gesuch des Besitzers der Chargers, Eugene Klein, das Spiel zu verschieben, wies die NFL ab.
Aufgrund eines Spielerstreiks wurde die Preseason 1982 verkürzt ausgespielt. Für die Chargers stellten die Erfolge gegen die letzten beiden Super-Bowl-Teilnehmer aus San Francisco und Cincinnati die sportlichen Highlights der Regular Season dar. San Diego erreichte erneut die Play-offs, allerdings war, nach einem Erfolg gegen die Steelers in der ersten Runde, in der zweiten Runde nach einer Niederlage gegen die Dolphins Schluss. Zwischen 1983 und 1991 erreichte die Mannschaft die Play-offs nicht mehr. 1984 verkaufte Eugene Klein die Chargers an Alex Spanos. In Vorbereitung des Verkaufs wurden Gary Johnson und Louie Kelcher an die San Francisco 49ers abgegeben, wo sie auf die beiden ehemaligen Spieler der Chargers, Fred Dean und Billy Shields, trafen. Nach der Saison 1988 gab Dan Fouts nach 15 Jahren als Profi sein Karriereende bekannt.

### 1989–1995: Einzug in den Super Bowl
1989 wurde Dan Henning als achter Head Coach der Chargers verpflichtet. Henning war in seiner Karriere bereits Quarterback bei den Chargers und später Assistenztrainer bei den Washington Redskins sowie Head Coach bei den Atlanta Falcons. Aber auch in seiner dreijährigen Amtszeit als Trainer der Chargers konnte Henning keinen Erfolg verbuchen, sodass dieser 1992 durch Bobby Ross ersetzt wurde. Die Chargers erhielten durch einen Tausch mit den Washington Redskins den Quarterback Stan Humphries. Nach vier verlorenen Spielen zu Beginn der Saison gewann das Team elf der zwölf letzten Spiele der Saison und konnten so die AFC West für sich entscheiden. In der ersten Play-off-Runde bezwangen die San Diego Chargers die Kansas City Chiefs mit 17:0 und schieden dann gegen die Miami Dolphins aus. 1993 wurde die Mannschaft mit einer Bilanz von acht Siegen und acht Niederlagen Vierter in ihrer Division.
1994 schaffte das Team den bisher einzigen Einzug in den Super Bowl (Super Bowl XXIX). Dort spielten sie gegen die San Francisco 49ers. Die Saison begann für die Chargers mit einer Siegesserie von sechs Spielen. Am Ende der Regular Season standen elf Siege und fünf Niederlagen zu Buche. Im Spiel gegen die Seattle Seahawks gelang Quarterback Humphries und Wide Receiver Tony Martin  beim 27:10-Erfolg der Chargers mit einem 99-Yards-Touchdown ein NFL-Rekord. In den Play-offs setzte sich das Team aus Südkalifornien jeweils knapp gegen die Dolphins und die Pittsburgh Steelers durch. Im Super Bowl verloren die Chargers gegen die 49ers mit 26:49. Die darauffolgende Saison verlief ernüchternd. Nur dank einer Siegesserie in den letzten fünf Spielen der Regular Season schafften sie den Sprung in die Play-offs. Dort unterlagen sie den Indianapolis Colts mit 20:35.

### 1996–2003: Erneute Jahre im Mittelmaß

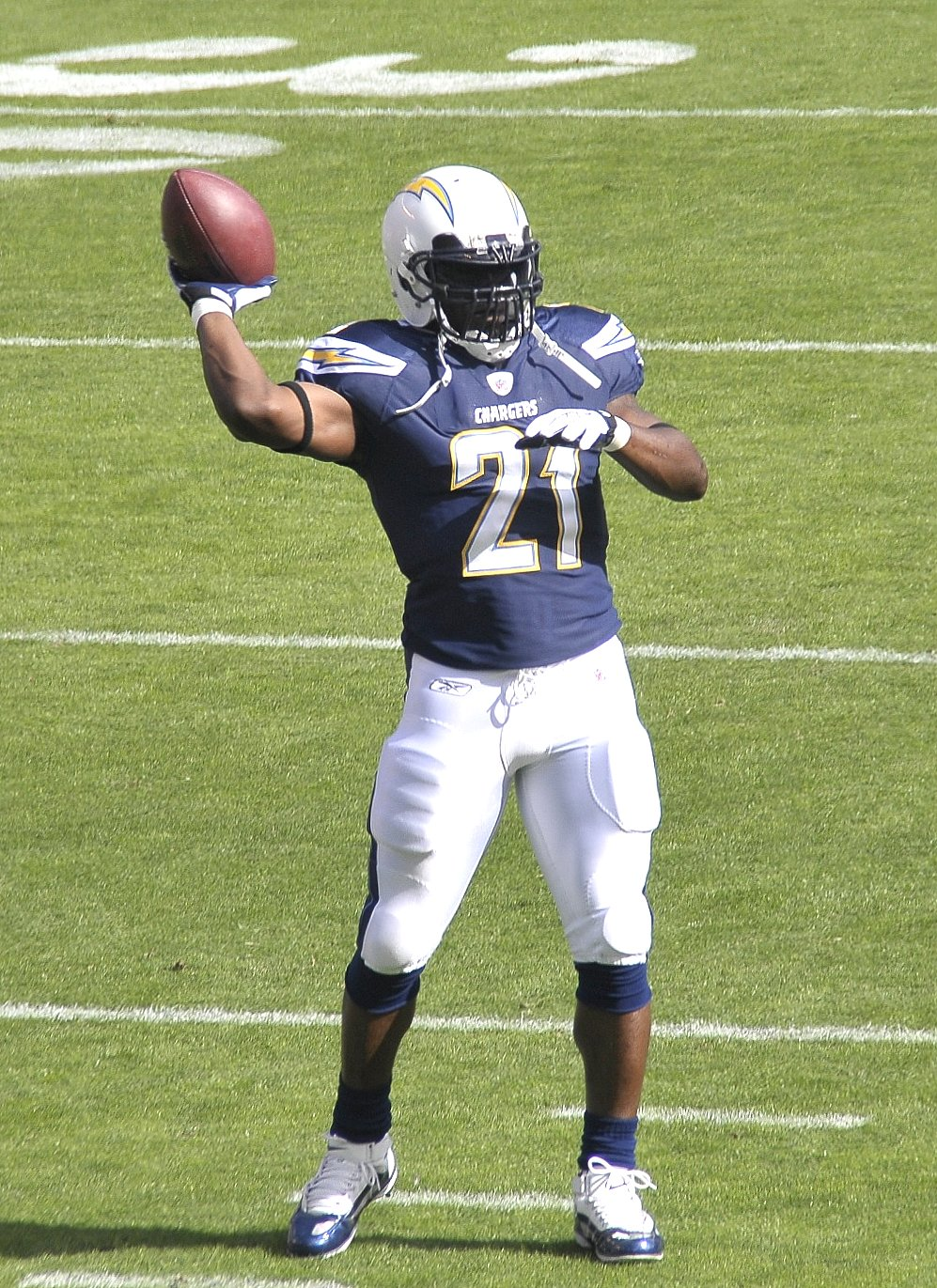
Die Chargers haben 2001 den Runningback LaDainian Tomlinson gedraftet.

Die Saison 1996 war von einem tragischen Unfall überschattet: Running Back Rodney Culver und seine Frau starben bei einem Flugzeugabsturz in den Everglades. Culver war der zweite Spieler, welcher während seiner aktiven Zeit bei den Chargers starb. Nur elf Monate vor Culvers tödlichen Unfall verunglückte David Griggs bei einem Autounfall. Beathard, welcher den Posten des sportlichen Direktors in den 1990er Jahren von Steve Ortmayer übernahm, wählte während des NFL Drafts 1998 Quarterback Ryan Leaf als zweiten Spieler aus, nachdem die Indianapolis Colts sich für Peyton Manning als ersten Spieler entschieden hatten. Ein Konflikt zwischen Beathard und Ross führte 1997 zu dessen Entlassung als Head Coach. Kevin Gilbride, der zuvor die Jacksonville Jaguars betreute, wurde als neuer Trainer vorgestellt. Die Saison 1998 endete mit einem Verhältnis von fünf Siegen zu elf Niederlagen ernüchternd.
Gilbride musste gehen und wurde durch June Jones ersetzt. Dieser blieb allerdings nur ein Jahr und wechselte an die University of Hawaii. Mike Riley von der Oregon State University übernahm den Posten des Head Coaches der Chargers. Leaf, welcher 1998 von den Chargers gedraftet wurde, verließ die Chargers nach wenigen Saisons wieder. Grund dafür waren Kontroversen zwischen ihm, dem Management, der Presse und seinen Mitspielern. Sein Draft wurde später als schlechtester Draft in der Geschichte des Pro Footballs bezeichnet. Im Jahr 2000 wurde Quarterback Jim Harbaugh von den Baltimore Ravens verpflichtet. Beathard trat im April des gleichen Jahres zurück und wurde im Januar 2001 durch den früheren Manager der Buffalo Bills, John Butler, ersetzt. Zwischen 1996 und 2003 konnten die Chargers in keiner Saison mehr Spiele gewinnen als verlieren. 2003 beendeten sie die Saison mit vier Siegen und zwölf Niederlagen als Letzter. Auch die zwischenzeitlichen Verpflichtungen von Runningback LaDainian Tomlinson und Quarterback Drew Brees konnten die Talfahrt der Chargers nicht stoppen. Butler erlag 2003 einem Krebsleiden und A.J. Smith nahm dessen Posten als sportlicher Manager des Teams ein.

### 2004–2009: Zweites Conference-Finale und Play-off-Teilnahmen
2004 wählten die Chargers Eli Manning im NFL Draft aus, tauschten ihn aber gegen Philip Rivers, welcher an vierter Stelle von den New York Giants ausgewählt wurde. Manning sagte über seinen Agenten, dass er nicht für San Diego spielen wolle. Zu diesem Zeitpunkt betreute Marty Schottenheimer die Chargers. Die Saison konnte nach neun Jahren endlich wieder positiv abgeschlossen werden. Nach den ersten sechs Spielen standen zwar lediglich drei Siege zu Buche, jedoch konnte das Team die restlichen Spiele der Regular Season fast allesamt für sich entscheiden, sodass am Ende zwölf Spiele gewonnen wurden. Die Chargers schlossen ihre Division als Tabellenführer ab, mussten jedoch aufgrund der schlechteren Ergebnisse gegenüber den Teams aus den anderen Conferences in den Wildcard-Play-offs spielen. Dort verlor San Diego gegen die New York Jets und verpasste damit den Einzug in die Conference-Play-offs.
Die darauffolgende Saison indes beendete die Mannschaft nach durchwachsenen Leistungen als Dritter ihrer Division und sie verpassten den Einzug in die Play-offs. Vier der ersten sieben Spiele gingen verloren. Eine Serie von fünf Siegen in Folge konnte den verpatzten Start in die Saison nicht mehr wettmachen, zumal die letzten beiden Partien gegen die Kansas City Chiefs und die Denver Broncos deutlich verloren wurden. Nach einer ebenfalls durchwachsenen Preseason, in der zwei von vier Spielen verloren wurden, konnten die Chargers in der Saison 2006 vier der ersten sechs Spiele erfolgreich beenden. Nach Niederlagen gegen die Baltimore Ravens und erneut gegen Kansas City gewannen die San Diego Chargers zehn Spiele in Folge. Trotz eines Verhältnisses von 14 Siegen zu zwei Niederlagen musste die Mannschaft in die Wildcard-Play-offs. Dort unterlagen die Chargers abermals, dieses Mal gegen die New England Patriots. Trotz dieser hervorragenden Regular Season wurde Schottenheimer durch Norv Turner als Trainer ersetzt. Der Start in die Saison 2007 verlief erneut nicht gut. In den ersten vier Spielen gelang dem Team lediglich ein Sieg gegen die Chicago Bears in der ersten Woche. Nach drei Niederlagen gegen die Patriots, die Green Bay Packers und die Chiefs gewannen sie drei Spiele. Am Ende der Regular Season standen elf Siege zu fünf Niederlagen auf dem Konto, und San Diego zog erneut als Division-Sieger in die Play-offs ein. Dort bezwang die Mannschaft die Tennessee Titans deutlich. Auch das Play-off-Spiel gegen die Indianapolis Colts wurde gewonnen, womit San Diego erstmals seit 1994 wieder in einem Conference-Finale stand. Dort jedoch waren es erneut die Patriots, die die Saison der Chargers beendeten. Die zweite Saison unter Turner verlief in der Regular Season weniger erfolgreich. Zwar wurde die Division als Erstplatzierter vor den Denver Broncos abgeschlossen, allerdings mussten die Chargers aufgrund eines Verhältnisses von acht Siegen und acht Niederlagen in den Wildcard-Play-offs spielen. Dort gewannen sie erneut gegen die Colts, ehe in der nächsten Runde gegen die Pittsburgh Steelers Schluss war.
2009 konnten erneut die Play-offs erreicht werden. In den ersten fünf Spielen verloren die Chargers gegen die Baltimore Ravens, die Denver Broncos und die Pittsburgh Steelers. Danach gewann die Mannschaft alle Spiele, sodass der abermalige Gewinn in der Division feststand. Dieses Mal unterlagen die Charger in den Play-offs den New York Jets. Nach zehn Jahren als Runningback für San Diego wechselte LaDainian Tomlinson zur Saison 2010 zu den New York Jets. Tomlinson, welcher zwischen 2000 und 2009 bei den Chargers aktiv war, schaffte es als erste Spieler der Chargers, innerhalb einer Saison mehr als 2000 Yards zu erlaufen. In der NFL-Geschichte gelang dies nur sieben Spielern vor ihm. Er schaffte es, als erster Spieler der NFL-Geschichte innerhalb einer Saison 1000 Yards zu erlaufen und 100 Pässe zu fangen.

### 2010–2012: Ende der Ära Norv Turner/A.J. Smith
Die erste Saison nach dem Wechsel von LaDainian Tomlinson verlief sehr durchwachsen. Von den ersten sieben Spielen gingen fünf verloren. Von den übrigen neun Partien wurden zwar nur zwei verloren, dennoch wurden die Chargers 2010 lediglich Zweiter in ihrer Division und verpassten damit erstmals seit 2004 den Einzug in die Play-offs. 2011 startete die Mannschaft mit vier Siegen aus den ersten fünf Begegnungen in die Saison. Danach folgte eine Serie von sechs Spielen, die San Diego verlor. Am Ende der Saison standen acht Siege und acht Niederlagen auf dem Konto der Chargers. Erneut wurde das Team nur Zweiter, hinter den Denver Broncos, und abermals verpassten sie die Play-offs.
Auch in der Saison 2012 wurde San Diego lediglich Zweiter ihrer Division und erneut zogen die Broncos in die Play-offs ein. Von den ersten vier Spielen gewann San Diego zwar drei, danach konnte das Team jedoch nur eines der folgenden acht Partien gewinnen. Durch das Verpassen der Play-offs im dritten Jahr nacheinander wurden Trainer Norv Turner und Manager A.J. Smith zum Jahreswechsel entlassen. Am 21. Oktober 2012 kam es zu einer Kontroverse, als ein Line Judge verbotene Substanzen auf den Handtüchern der Spieler der Chargers bemerkte. Den Chargers drohte daraufhin eine Strafe bzw. der Verlust eines Draft-Rechtes. Am 7. November 2012 gab die Liga zwar bekannt, dass die Spieler keine verbotenen Mittel benutzt hatten, dennoch musste der Verein eine Strafe von 20.000 US-Dollar bezahlen.

### 2013–2016: Ära Mike McCoy
Am 9. Januar 2013 wurde der ehemalige Vice President der Indianapolis Colts, Tom Telesco, als neuer Manager der San Diego Chargers präsentiert. Sechs Tage später wurde Mike McCoy, der ehemalige Offensive Coordinator der Denver Broncos, als neuer Head Coach der Mannschaft vorgestellt. Während des Drafts wurden D.J. Fluker, Manti Te'o und Keenan Allen in den ersten drei Runden ausgewählt.
Trotz einer Bilanz von 9:7 und einem dritten Platz in der Division schaffte die Mannschaft es als sechstbestes Team in die Play-offs. Dort wurden die Cincinnati Bengals besiegt und die Chargers erreichten somit die Divisional Play-offs, wo sie den Denver Broncos im Sports Authority Field at Mile High mit 17:24 unterlagen.
Während des NFL Drafts 2014 wurden Jason Verrett, Jeremiah Attaochu und Chris Watt in den ersten drei Runden ausgewählt. Im Mai 2014 wurde die Verpflichtung des Runningbacks Branden Oliver bekanntgegeben, welcher im Draft nicht gewählt wurde. Oliver gelangen im Spiel gegen die New York Jets seine ersten beiden Touchdowns. Das erste Spiel gegen die Arizona Cardinals verlor San Diego mit einem Punkt Unterschied. Es folgten fünf gewonnene Spiele in Serie gegen die Seattle Seahawks, die Buffalo Bills, die Jacksonville Jaguars, die New York Jets und die Oakland Raiders. Gegen Jacksonville und New York gewannen die Chargers mit 33:14 bzw. 31:0 deutlich. Erst im sechsten Spiel verlor das Team wieder gegen die Kansas City Chiefs, die erstmals seit 2007 wieder in San Diego gewinnen konnten. Bei der 21:35-Niederlage gegen die Denver Broncos brach Tight End Antonio Gates den 45 Jahre alten Franchiserekord von Lance Alworth, indem er dessen 9.584 Yards Raumgewinn übertraf. Nach einer weiteren Niederlage, dieses Mal gegen die Miami Dolphins, konnten die Chargers drei weitere Spiele gewinnen. Der 34:33-Erfolg bei den Baltimore Ravens am 30. November 2014 stellte den ersten Sieg einer Mannschaft von der Westküste in Baltimore seit 2009 dar.

### Seit 2017: Rückkehr nach Los Angeles
Am 12. Januar 2017 gaben die Chargers bekannt, dass sie zurück nach Los Angeles ziehen. Dort spielten sie von 2017 bis 2019 im Dignity Health Sports Park. Nach dem Umzug aus San Diego machte sich in dem nur 27.000 Plätze fassenden Stadion die fehlende Unterstützung durch Heimfans bemerkbar, sodass oft Fans der Auswärtsmannschaften in der Überzahl waren. Zur Saison 2020 zog das Franchise in das neu errichtete SoFi Stadium um, welches die Chargers gemeinsam mit den Los Angeles Rams nutzen werden.
Die Saison 2018 beendeten die Chargers mit einer Bilanz von 12–4, womit sie erstmals seit 2014 wieder in den Play-offs standen. Da der Divisionskonkurrent Kansas City Chiefs die gleiche Bilanz aufwies und durch die Tiebreak-Regelungen die AFC West gewann, mussten die Chargers in den Play-offs trotz der zweitbesten Bilanz in ihrer Division bereits in der Wild Card Round auswärts bei den Baltimore Ravens antreten. Gegen die Ravens konnte man mit 23:17 gewinnen, bevor man in der Divisional Round am späteren Super-Bowl-Sieger, den New England Patriots, mit 28:41 scheiterte.
Der Besitzer der Chargers Alex Spanos verstarb am 9. Oktober 2018 im Alter von 95 Jahren. 1984 hatte er das Franchise für 70 Millionen US-Dollar gekauft. Da er in den letzten Jahren an Demenz litt, arbeitete sein Sohn Dean Spanos schon seit vielen Jahren als Präsident bei den Chargers.
Nach der Saison 2019, welche nur mit fünf Siegen abgeschlossen wurde, verließ der langjährige Starting Quarterback Philip Rivers die Chargers und schloss sich den Indianapolis Colts an. Im NFL Draft 2020 wurde dann Quarterback Justin Herbert mit dem sechsten Pick ausgewählt, welcher der Nachfolger von Rivers werden sollte. Justin Herbert brach mehrere Rookie-Rekorde und wurde am Ende der Saison zum Pepsi Rookie of the Year als auch zum AP Offensive Rookie of the Year gewählt. Die Saison 2020 wurde mit sieben Siegen bei neun Niederlagen beendet. Trotz fünf Siegen am Ende der Saison wurde Head Coach Anthony Lynn gefeuert.
Am 17. Januar 2021 wurde Brandon Staley, der bisherige Defensive Coordinator der Los Angeles Rams, als neuer Head Coach verpflichtet.

## Spieler

### Chargers in der Hall of Fame
| Pro Football Hall of Fame Mitglieder | Pro Football Hall of Fame Mitglieder | Pro Football Hall of Fame Mitglieder | Pro Football Hall of Fame Mitglieder | Pro Football Hall of Fame Mitglieder |
| Trikotnummer                         | Name                                 | Position                             | Für die Chargers aktiv               | Jahr der Aufnahme                    |
| ------------------------------------ | ------------------------------------ | ------------------------------------ | ------------------------------------ | ------------------------------------ |
| 19                                   | Lance Alworth                        | WR                                   | 1962–1970                            | 1978                                 |
| -                                    | Don Coryell                          | Head Coach                           | 1978–1986                            | 2023                                 |
| 71                                   | Fred Dean                            | DE                                   | 1975–1981                            | 2008                                 |
| 14                                   | Dan Fouts                            | QB                                   | 1973–1987                            | 1993                                 |
| 93                                   | Dwight Freeney                       | DE                                   | 2013–2014                            | 2024                                 |
| 85                                   | Antonio Gates                        | TE                                   | 2003–2018                            | 2025                                 |
| -                                    | Sid Gillman                          | Head Coach                           | 1960–1971                            | 1983                                 |
| 18                                   | Charlie Joiner                       | WR                                   | 1976–1986                            | 1996                                 |
| 75                                   | Deacon Jones                         | DE                                   | 1972–1973                            | 1980                                 |
| 73                                   | Larry Little                         | G                                    | 1967–1968                            | 1993                                 |
| 89                                   | John Mackey                          | TE                                   | 1972                                 | 1992                                 |
| 74                                   | Ron Mix                              | T                                    | 1960–1969                            | 1979                                 |
| 55                                   | Junior Seau                          | LB                                   | 1990–2002                            | 2015                                 |
| 21                                   | LaDainian Tomlinson                  | RB                                   | 2001–2009                            | 2017                                 |
| 19                                   | Johnny Unitas                        | QB                                   | 1973                                 | 1979                                 |
| 80                                   | Kellen Winslow                       | TE                                   | 1979–1987                            | 1995                                 |

### Nummern, die nicht mehr vergeben werden
| Los Angeles Chargers |                     |          |           |
| Nr.                  | Spieler             | Position | Zeitraum  |
| 14                   | Dan Fouts           | QB       | 1973–1987 |
| 18                   | Charles Joiner      | WR       | 1976–1986 |
| 19                   | Lance Alworth       | WR       | 1962–1970 |
| 21                   | LaDainian Tomlinson | RB       | 2001–2010 |
| 55                   | Junior Seau         | LB       | 1990–2002 |
| 80                   | Kellen Winslow      | TE       | 1979–1987 |

### Aktueller Kader
| Abkürzungen der Spieler-Positionen im American Football | Abkürzungen der Spieler-Positionen im American Football |
| ------------------------------------------------------- | --- |
| Offense                                                 | QB – Quarterback \| RB – Runningback \| FB – Fullback \| TE – Tight End \| E/WR – Wide Receiver \| T – Tackle \| G – Guard \| C – Center |
| Defense                                                 | DT – Defensive Tackle \| DE – Defensive End \| NT – Nose Tackle \| LB – Linebacker \| ILB – Inside Linebacker \| MLB – Middle Linebacker \| OLB – Outside Linebacker \| CB – Cornerback \| NB – Nickelback \| FS – Free Safety \| SS – Strong Safety |
| Special Teams                                           | K – Kicker \| P – Punter \| KS – Kicking Specialist \| KOS – Kickoff Specialist \| LS – Long Snapper \| RS – Return Specialist \| KOR/KR – Kick Returner \| PR – Punt Returner \| PP – Punt Protector                                                |

## Trainer (Head Coaches)

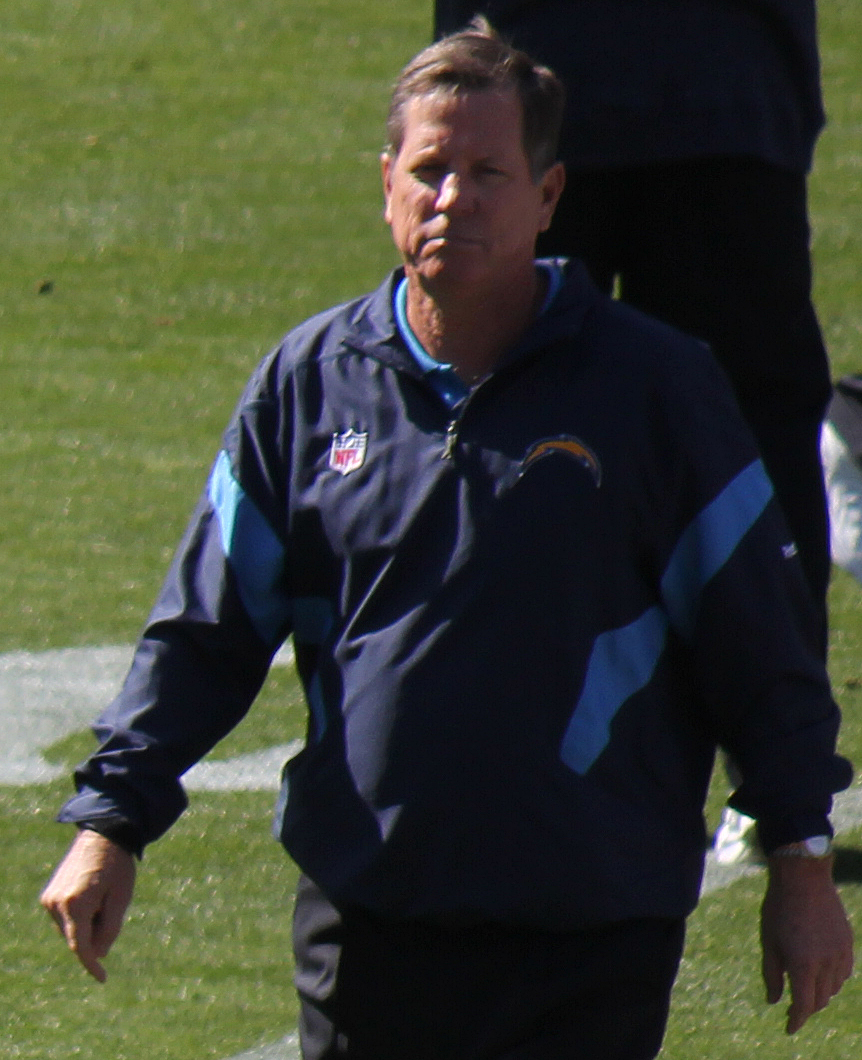
Norv Turner war von 2007 bis 2012 Head Coach der Chargers.

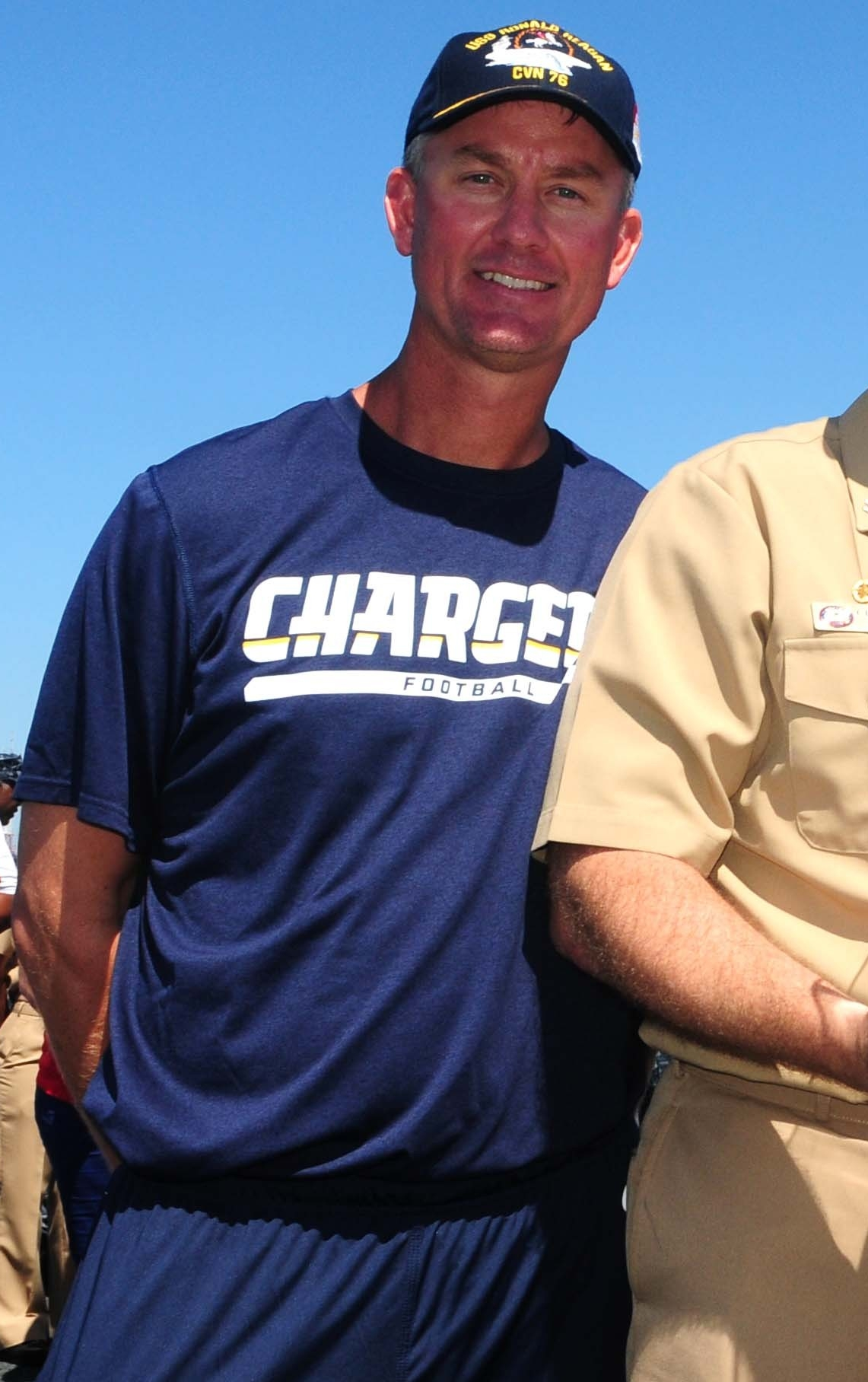
Mike McCoy war von 2013 bis 2016 Head Coach der Chargers.

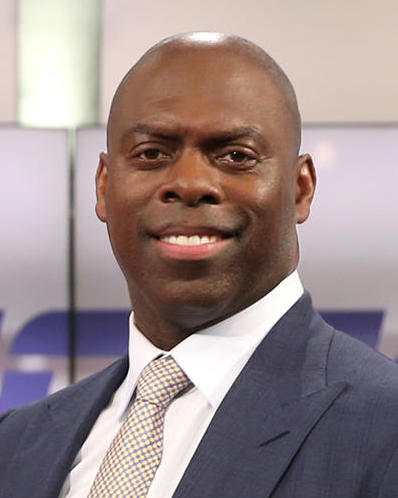
Anthony Lynn war bis zur Saison 2020 Head Coach der Chargers.

| 1                    | Sid Gillman          | 1960      | 14  | 10 | 4  | 0 | 0,714 | 1 | 0 | 1 | | [ 44 ] |
| San Diego Chargers   |                      |           |     |    |    |   |       |   |   |   | |        |
| –                    | Sid Gillman          | 1961–1969 | 121 | 72 | 43 | 6 | 0,595 | 4 | 1 | 3 | AFL Championship (1963) | [ 44 ] |
| 2                    | Charlie Waller*      | 1969–1970 | 19  | 9  | 7  | 3 | 0,563 | – | – | – | | [ 45 ] |
| –                    | Sid Gillman          | 1971      | 10  | 4  | 6  | 0 | 0,400 | – | – | – | | [ 44 ] |
| 3                    | Harland Svare        | 1971–1973 | 26  | 7  | 17 | 2 | 0,269 | – | – | – | | [ 46 ] |
| 4                    | Ron Waller*          | 1973      | 6   | 1  | 5  | 0 | 0,167 | – | – | – | | [ 47 ] |
| 5                    | Tommy Prothro        | 1974–1978 | 60  | 21 | 39 | 0 | 0,350 | – | – | – | | [ 48 ] |
| 6                    | Don Coryell          | 1978–1986 | 125 | 69 | 56 | 0 | 0,552 | 7 | 3 | 4 | | [ 49 ] |
| 7                    | Al Saunders*         | 1986–1988 | 39  | 17 | 22 | 0 | 0,436 | – | – | – | | [ 50 ] |
| 8                    | Dan Henning          | 1989–1991 | 48  | 16 | 32 | 0 | 0,333 | – | – | – | | [ 51 ] |
| 9                    | Bobby Ross           | 1992–1996 | 80  | 47 | 33 | 0 | 0,558 | 5 | 3 | 2 | Pro Football Weekly NFL Trainer des Jahres (1992) Maxwell Football Club NFL Trainer des Jahres (1992) UPI AFL Trainer des Jahres (1992) | [ 52 ] |
| 10                   | Kevin Gilbride*      | 1997–1998 | 22  | 6  | 16 | 0 | 0,273 | – | – | – | | [ 53 ] |
| 11                   | June Jones           | 1998      | 10  | 3  | 7  | 0 | 0,300 | – | – | – | | [ 54 ] |
| 12                   | Mike Riley*          | 1999–2001 | 48  | 14 | 34 | 0 | 0,292 | – | – | – | | [ 55 ] |
| 13                   | Marty Schottenheimer | 2002–2006 | 80  | 47 | 33 | 0 | 0,588 | 2 | 0 | 2 | | [ 56 ] |
| 14                   | Norv Turner          | 2007–2012 | 96  | 56 | 40 | 0 | 0,583 | 6 | 3 | 3 | | [ 57 ] |
| 15                   | Mike McCoy*          | 2013–2016 | 64  | 27 | 37 | 0 | 0,422 | 2 | 1 | 1 | | [ 58 ] |
| Los Angeles Chargers |                      |           |     |    |    |   |       |   |   |   | |        |
| 16                   | Anthony Lynn         | 2017–2020 | 64  | 33 | 31 | 0 | 0,516 | 2 | 1 | 1 | | [ 59 ] |
| 17                   | Brandon Staley* 1    | 2021–2023 | 48  | 24 | 24 | 0 | 0,500 | 1 | 0 | 1 | | [ 60 ] |
| 18                   | Giff Smith*          | 2023      | 3   | 0  | 3  | 0 | 0,000 | – | – | – | | [ 61 ] |
| 19                   | Jim Harbaugh         | 2024–     | 17  | 11 | 6  | 0 | 0,647 | 1 | 0 | 1 | | [ 62 ] |

| #         | Reihenfolge der Trainer                              |
| Spiele    | Spiele als Trainer                                   |
| S         | Siege                                                |
| N         | Niederlagen                                          |
| UE        | Unentschieden                                        |
| Gewonnen% | Siegquote                                            |
| *         | Ausschließlich bei den Chargers als Head Coach aktiv |

## Bilanzen und Rekorde
Los Angeles Chargers/Zahlen und Rekorde stellt wichtige Rekorde bei den Chargers, die Saisonbilanzen und die Erstrunden Draft-Picks seit 1960 dar.